# Orient (Iowa)
Orient es una ciudad ubicada en el municipio homónimo, perteneciente al condado de Adair en el estado estadounidense de Iowa. En el año 2000 tenía una población de 402 habitantes y una densidad poblacional de 333,4 personas por km². Entre los hombres ilustres nacidos en Orient se encuentran Henry A. Wallace y Dazzy Vance

## Geografía
Orient se encuentra ubicada en las coordenadas 41°12′10″N 94°25′8″O / 41.20278, -94.41889.

## Demografía
Según la Oficina del Censo en 2000 los ingresos medios por hogar en la localidad eran de $35.750, y los ingresos medios por familia eran $39.219. Los hombres tenían unos ingresos medios de $28.438 frente a los $21.477 para las mujeres. La renta per cápita para la localidad era de $13.937. Alrededor del 6,5% de la población estaban por debajo del umbral de pobreza.